# Dior
Christian Dior S.E (tiếng Pháp: [kʁistjɑ̃ djɔʁ]), thường được gọi là Dior, là công ty hàng hóa xa xỉ phẩm nổi tiếng của Pháp thuộc quyền kiểm soát và điều hành bởi tỷ phú Bernard Arnault, cũng là người đứng đầu tập đoàn hàng hiệu LVMH lớn nhất thế giới. Dior tự mình nắm giữ 42.36% cổ phần và 59.01% quyền biểu quyết trong LVMH.
Thành lập năm 1946 bởi nhà thiết kế cùng tên Christian Dior (cùng thời với nhà sáng lập của Chanel), ngày nay công ty cho mắt các thiết kế và chuỗi bán lẻ trang phục may sẵn, đồ da, phụ kiện thời trang, trang sức, đồng hồ, nước hoa, mỹ phẩm trang điểm và chăm sóc da đồng thời duy trì duy trì truyền thống công việc sáng tạo ra các sản phẩm may đo cao cấp được công nhận (thuộc nhánh Christian Dior Couture). Dù hãng thời trang Christian Dior chủ yếu các sản phẩm cho phái nữ, công ty còn mở dòng Dior Homme cho nam giới và thương hiệu thời trang trẻ em baby Dior. Các sản phẩm được phân phối trong các cửa hàng theo danh mục rộng khắp toàn cầu cũng như qua các cửa hàng trực tuyến.

## Lịch sử

### Sự ra đời
Nhà thời trang Dior được thành lập vào ngày 16 tháng 12 năm 1946 tại số 30 Avenue Montaigne ở Paris. Tuy nhiên, công ty Dior hiện nay kỷ niệm "năm 1947" là năm khai trương chính thức. Dior được người doanh nhân giàu có Marcel Boussac tài trợ tài chính. Ban đầu, Boussac đã mời Dior thiết kế cho Philippe et Gaston, nhưng Dior từ chối, mong muốn khởi đầu mới dưới tên của mình thay vì hồi sinh một thương hiệu cũ. Nhà thời trang mới này đã trở thành một phần của "một doanh nghiệp dệt may tích hợp từ trước" do Boussac điều hành. Vốn của công ty là 6 triệu Franc và có 80 nhân viên làm việc. Thực tế, công ty Dior chỉ là một dự án thú vị của Boussac và là một "công ty con do Boussac Saint-Freres S.A nắm giữ chủ yếu". Tuy nhiên, Dior được phép có vai trò không thường xuyên trong nhãn hiệu mang tên anh (được tham gia lãnh đạo pháp lý, sở hữu một phần không kiểm soát trong công ty và một phần ba lợi nhuận trước thuế), mặc dù Boussac được biết đến như là một người "kiểm soát tất cả". Sự sáng tạo của Dior cũng đã giúp anh có một mức lương tốt.

### "Phong cách Mới"

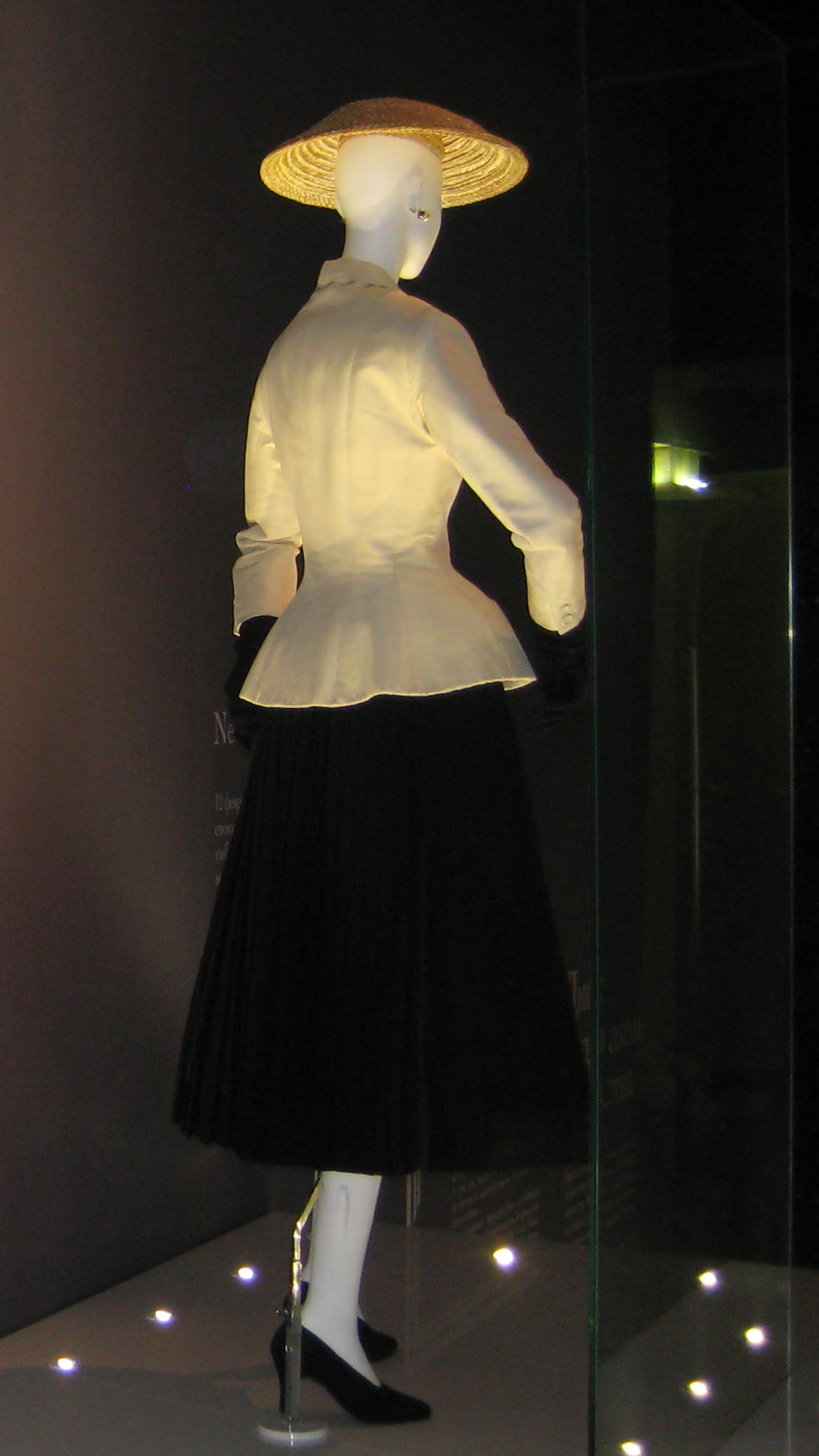
Bộ trang phục "Bar", năm 1947, trưng bày tại Moskva, 2011

Vào ngày 12 tháng 2 năm 1947, Christian Dior trình diễn bộ sưu tập thời trang đầu tiên cho mùa Xuân - Hè 1947. Buổi diễn "90 mẫu trang phục của bộ sưu tập đầu tiên trên sáu búp manocan" đã diễn ra trong các phòng trưng bày tại trụ sở công ty số 30 Avenue Montaigne. Ban đầu, hai dòng trang phục được gọi là "Corolle" và "Huit". Nhưng bộ sưu tập mới này đã lịch sử hóa với cái tên "Phong cách Mới" sau khi biên tập trưởng của tạp chí Harper's Bazaar là Carmel Snow khen ngợi, "Thật là một phong cách mới!" Phong cách Mới đã tạo ra một giai đoạn cách mạng cho phụ nữ vào cuối những năm 1940. Khi bộ sưu tập được trình diễn, biên tập trưởng cũng thể hiện sự đánh giá tích cực, nói, "Thật là một cách mạng, thưa Christian!" Bộ sưu tập đầu tiên của Christian Dior đã được công nhận vì đã đem lại sự hồi sinh cho ngành công nghiệp thời trang của Pháp. Ngoài ra, Phong cách Mới đã đưa lại tinh thần của thời trang haute couture ở Pháp khi được coi là quyến rũ và trẻ trung. "Chúng ta đã chứng kiến một cách mạng trong thời trang và cách thể hiện thời trang nữa."
Đường nét của bộ sưu tập này được đặc trưng bởi vòng eo nhỏ và váy xòe đầy đặn kéo dài đến bên dưới bắp chân, làm nổi bật vòng ngực và hông, như chiếc áo "Bar" trong bộ sưu tập đầu tiên. Áo "Bar" là một đóng góp từ người đứng đầu phòng may của Dior, một người trẻ tuổi là Pierre Cardin, người làm việc tại nhà từ năm 1947 đến năm 1949. Tổng thể bộ sưu tập đã trưng bày nhiều thiết kế phụ nữ mang tính chất truyền thống, tạo sự tương phản với những mốt thời trang phổ biến trong thời kỳ chiến tranh, với váy xòe rộng, eo thắt chặt và vai mềm mại. Dior vẫn giữ lại một số đặc điểm nam tính, vì chúng vẫn được ưa chuộng trong những năm đầu thập kỷ 1940, nhưng anh cũng muốn mang thêm nét nữ tính vào.
Phong cách "New Look" trở nên rất thịnh hành, và hình dáng váy xòe đầy đặn của nó đã ảnh hưởng đến các nhà thiết kế thời trang khác suốt thập kỷ 1950. Dior cũng thu hút một lượng lớn khách hàng nổi tiếng từ Hollywood, Hoa Kỳ và tầng lớp quý tộc châu Âu. Như kết quả, Paris, sau khi suy sụp sau Chiến tranh thế giới thứ hai, đã lấy lại vị trí hàng đầu trong thế giới thời trang. Phong cách "New Look" được đón nhận ở Tây Âu như một cách làm mới sau thời kỳ chiến tranh và những bộ quần áo không có tính nữ tính. Thậm chí, người phụ nữ thời trang nổi tiếng như Công chúa Margaret ở Anh cũng yêu thích phong cách này. Theo Harold Koda, Dior đã ghi công Charles James là nguồn cảm hứng cho "New Look". Thiết kế từ "New Look" của Dior không chỉ ảnh hưởng trong thập kỷ 1950, mà còn ảnh hưởng tới các nhà thiết kế đương đại như Thom Browne, Miuccia Prada và Vivienne Westwood trong những năm 2000. Các bộ váy dạ hội của Dior thời kỳ đó vẫn được nhiều nhà thiết kế tham khảo, và chúng xuất hiện trên sàn diễn với chủ đề cưới với nhiều lớp vải xếp chồng dưới eo nhỏ (Jojo, 2011). Ví dụ, bộ sưu tập Thu/Đông 2011 của Vivienne Westwood và bộ sưu tập Thu/Đông 2011 của Alexander McQueen (Jojo, 2011).
Tuy nhiên, không phải ai cũng đồng tình với "New Look". Một số người cho rằng việc sử dụng lượng vải quá nhiều là lãng phí, đặc biệt sau nhiều năm hạn chế về vật liệu trong thời kỳ chiến tranh. Đặc biệt, những người ủng hộ phong cách tự do cho phụ nữ cảm thấy bất mãn, cho rằng những thiết kế thắt eo như vậy là hạn chế và trở lại thời kỳ cản trở sự độc lập của phụ nữ. Nhiều cuộc biểu tình phản đối phong cách này đã diễn ra, bao gồm Hiệp hội Người Chồng Vỡ nợ, một tổ chức gồm 30.000 người đàn ông phản đối việc tiêu tốn quá nhiều vải cho những thiết kế như vậy. Người đồng nghiệp là nhà thiết kế nổi tiếng Coco Chanel đã nhận xét: "Chỉ có người đàn ông chưa từng thấu hiểu phụ nữ mới có thể tạo ra những thiết kế không thoải mái như vậy." Mặc dù có những phản đối như vậy, phong cách "New Look" vẫn có sức ảnh hưởng lớn, tiếp tục truyền cảm hứng cho các nhà thiết kế khác và duy trì sự phát triển của ngành thời trang cho đến thế kỷ 21. Nhân kỷ niệm 60 năm phong cách "New Look" vào năm 2007, John Galliano đã tái hiện lại nó trong bộ sưu tập Xuân-Hè của Dior. Galliano đã sáng tạo với vòng eo kiểu kiến và vai trò tròn, mang tính hiện đại và cập nhật thông qua những yếu tố như origami và ảnh hưởng từ Nhật Bản. Năm 2012, Raf Simons đã tái hiện lại phong cách "New Look" trong bộ sưu tập thời trang cao cấp đầu tiên của mình cho Dior, với mục tiêu mang ý tưởng này vào thế kỷ 21 với sự tối giản, gợi cảm và quyến rũ. Quá trình thiết kế cho bộ sưu tập này, chỉ trong vòng tám tuần, đã được ghi lại trong bộ phim "Dior and I", thể hiện việc sử dụng công nghệ và tạo mới hiện đại của Simons.

### Dior

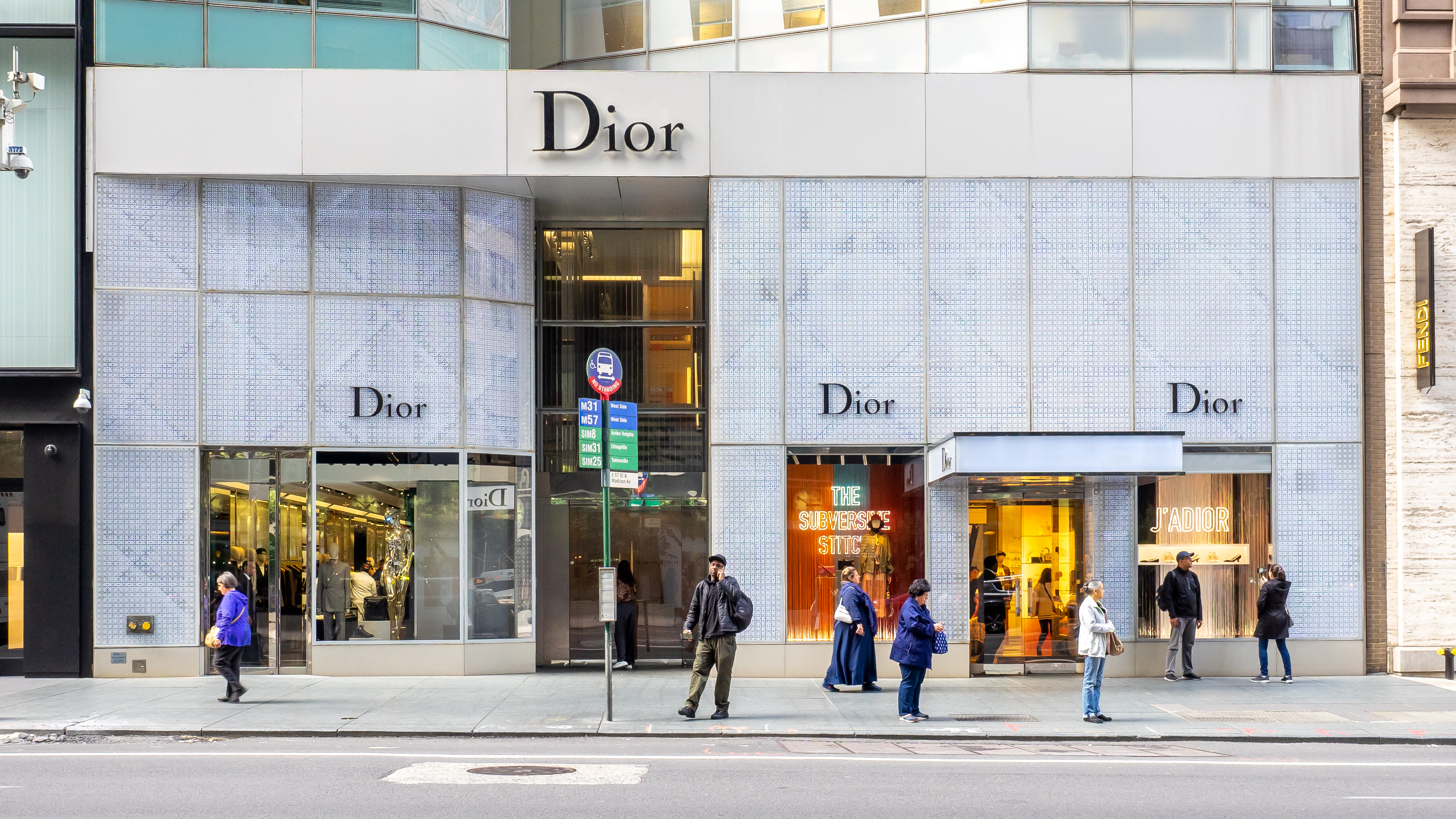
Cửa hàng Dior tại NYC (2019)

Thông tin về việc Christian Dior Parfums thành lập vào năm 1947 hay 1948 gặp sự bất đồng trong các nguồn tham khảo. Công ty Dior ghi nhận việc thành lập Christian Dior Parfums vào năm 1947, cùng với sự ra mắt mùi hương đầu tiên của hãng, Miss Dior. Dior đã tạo ra sự thay đổi toàn diện trong ngành công nghiệp nước hoa với việc giới thiệu mùi hương rất phổ biến Miss Dior parfum, được đặt theo tên Catherine Dior (chị gái của Christian Dior). Trong cơ cấu sở hữu, Christian Dior Ltd chiếm 25%, quản lý của Coty perfumes nắm giữ 35%, và Boussac sở hữu 40% cùng với sự lãnh đạo của Serge Heftler Louiche. Pierre Cardin trở thành trưởng phòng làm việc của Dior từ năm 1947 đến 1950. Năm 1948, một chi nhánh Christian Dior Parfums được thành lập tại New York City - điều này có thể dẫn đến sự không nhất quán về ngày thành lập. Công ty Dior hiện đại cũng chú trọng đến việc "thành lập một nhà thời trang sẵn sàng mặc cao cấp tại New York, tại góc đường 5th Avenue và 57th Street, đầu tiên loại hình này," vào năm 1948. Năm 1949, mùi hương "Diorama" được giới thiệu và đến cuối năm 1949, dòng sản phẩm New Look đã đạt lợi nhuận 12,7 triệu franc Pháp.

### Mở rộng và cái chết của Christian Dior

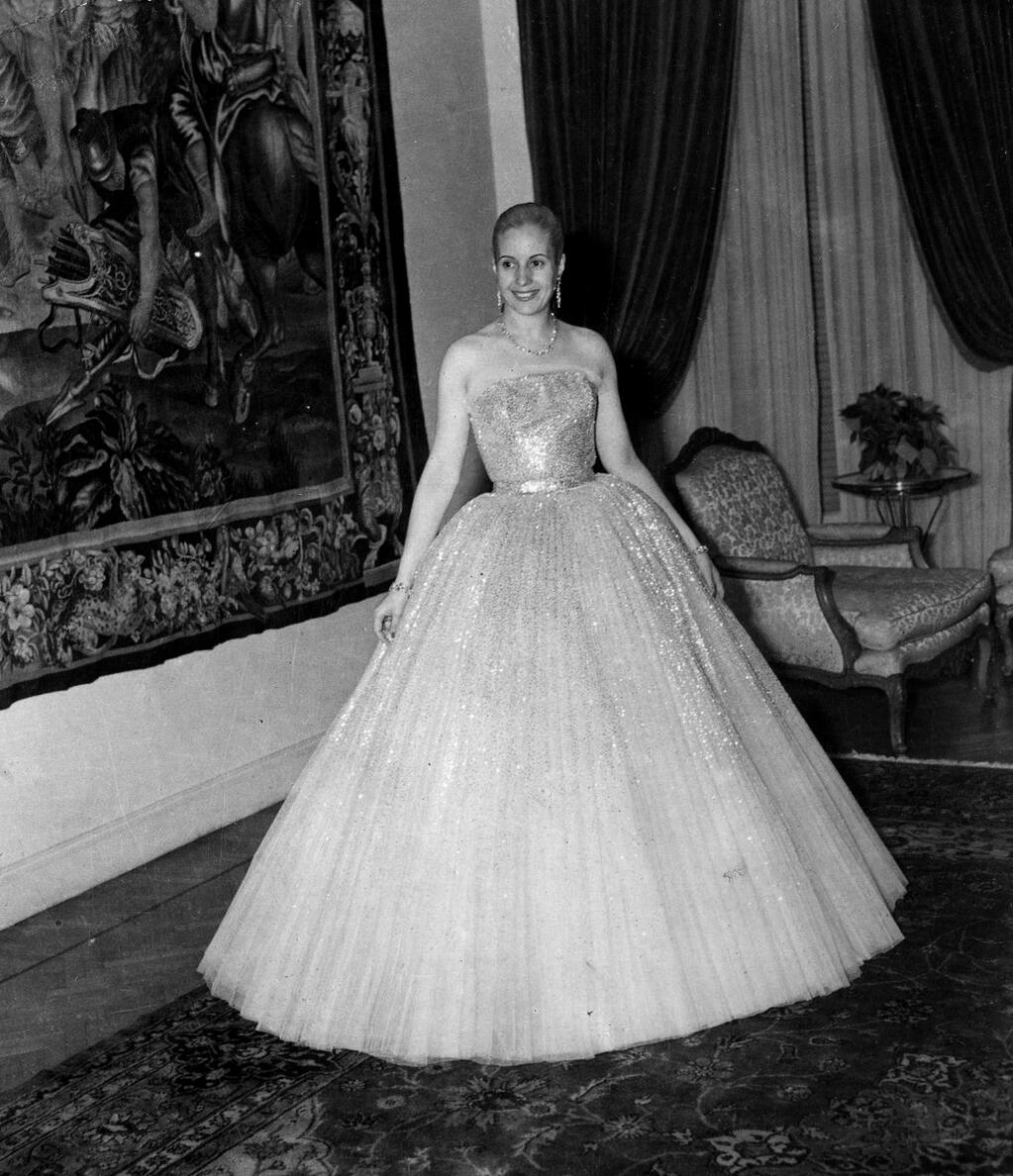
Eva Perón, Đệ nhất phu nhân của Argentina và một trong những nguồn cảm hứng của Dior, mặc một chiếc đầm tối tùy chỉnh tại Teatro Colón, 1949.

Năm 1949, Jacques Rouët, người quản lý chung của Dior Ltd, đã tạo ra một chương trình cấp phép để đặt tên "Christian Dior" nổi tiếng lên nhiều loại hàng xa xỉ. Ban đầu, tên này được đặt trên cà vạt và sau đó được áp dụng cho tất, lông vũ, nón, găng tay, túi xách, trang sức, đồ lót và khăn quàng cổ. Tuy nhiên, các thành viên của Phòng Thương mại Thời trang Pháp đã phản đối việc này vì nghĩ rằng nó làm mất đi phẩm chất của thời trang cao cấp. Nhưng việc cấp phép đã mang lại lợi nhuận và khởi đầu một xu hướng mà tất cả các nhà thời trang cao cấp sau này đều theo đuổi.
Cũng vào năm 1950, Christian Dior đã trở thành nhà thiết kế độc quyền của những bộ váy mà Marlene Dietrich mặc trong bộ phim của Alfred Hitchcock có tên Stage Fright. Năm 1951, Dior phát hành cuốn sách đầu tiên của mình, có tên Je Suis Couturier (Tôi Là Nhà Thiết kế Thời trang) qua nhà xuất bản Editions du Conquistador. Mặc dù có sự ủng hộ mạnh mẽ tại châu Âu, hơn một nửa doanh thu của hãng đã đến từ Hoa Kỳ. Năm 1952, công ty Christian Dior Models Limited ra đời tại London. Họ đã ký kết thỏa thuận với nhãn hiệu House of Youth ở Sydney cho việc sử dụng các mẫu Christian Dior New York. Los Gobelinos tại Santiago, Chile cũng ký kết thỏa thuận với Dior để tạo ra các thiết kế thời trang cao cấp của Christian Dior Paris. Năm 1953, họ đã phát hành dòng giày Dior đầu tiên với sự hỗ trợ từ Roger Vivier. Đến cuối năm 1953, công ty đã có các cửa hàng ổn định tại Mexico, Cuba, Canada và Italy. Khi sản phẩm Dior ngày càng phổ biến, việc làm hàng giả cũng gia tăng. Phần lớn khách hàng hàng không đủ khả năng mua hàng xa xỉ đã ủng hộ việc làm giả mạo này.
Vào giữa những năm 1950, Nhà Dior trở thành một đế chế thời trang được tôn trọng. Họ mở cửa hàng Dior đầu tiên vào năm 1954 tại số 9 đường Counduit Street. Năm 1954, họ đã tổ chức một buổi trình diễn thời trang Dior tại Cung điện Blenheim để tưởng nhớ Công chúa Margaret và Công tước phu nhân Marlborough. Christian Dior đã tung ra nhiều dòng thời trang cực kỳ thành công từ năm 1954 đến 1957. Tuy nhiên, không có dòng thời trang nào gây ảnh hưởng sâu sắc như New Look. Năm 1955, họ mở cửa hàng lớn tại góc đường Avenue Montaigne và Rue François Ier. Họ cũng phát hành son môi Dior đầu tiên vào năm 1955. Đến khi kỷ niệm 10 năm thành lập công ty vào năm 1956, họ đã bán được 100,000 bộ trang phục. Năm 1956, nữ diễn viên Ava Gardner đã được tạo ra 14 bộ váy bởi Christian Dior cho bộ phim của đạo diễn Mark Robson có tên The Little Hut.
Năm 1950, Jacques Rouët, người quản lý chung của Dior Ltd, phát triển chương trình cấp phép cho tên "Christian Dior" trên nhiều sản phẩm xa xỉ như cà vạt, túi xách, trang sức. Tuy bị phản đối tại Pháp, việc cấp phép mang lại lợi nhuận và khởi đầu xu hướng này.
Năm 1950, Christian Dior thiết kế cho Marlene Dietrich trong phim Stage Fright của Alfred Hitchcock. Năm 1951, ông phát hành sách đầu tiên Je Suis Couturier. Hãng Dior có doanh thu lớn từ Hoa Kỳ. Công ty Christian Dior Models Limited thành lập ở London năm 1952. Năm 1953, họ ra mắt giày Dior đầu tiên và có cửa hàng ổn định tại nhiều quốc gia.
Dior mở cửa hàng đầu tiên vào năm 1954 và tổ chức trình diễn tại Cung điện Blenheim. Năm 1955, cửa hàng lớn mở cửa tại Avenue Montaigne và họ cũng phát hành son môi Dior đầu tiên. Tại lễ kỷ niệm 10 năm, họ đã bán được 100,000 bộ trang phục. Christian Dior xuất hiện trên bìa tạp chí TIME vào năm 1957 và qua đời vào tháng 10 cùng năm, để lại di sản sâu sắc trong lĩnh vực thời trang.

### Dior sau khi không còn Christian Dior: Từ năm 1957 đến những năm 1970
Sau khi nhà thiết kế trưởng qua đời, Nhà Dior đối diện với sự rối loạn. Jacques Rouët, người quản lý chung, xem xét khả năng đóng cửa toàn bộ hoạt động. Tuy nhiên, các đối tác cấp phép Dior và ngành thời trang Pháp không đồng ý, vì Dior quá quan trọng đối với ngành công nghiệp này. Rouët thăng chức Yves Saint Laurent, 21 tuổi, lên làm Giám đốc Nghệ thuật cùng năm. Saint Laurent tham gia Dior năm 1955, được người sáng lập chọn làm Trợ lý Trưởng đầu tiên và duy nhất. Anh ra mắt bộ sưu tập đầu tiên cho Dior vào năm 1958.

### Đội ngũ dưới sự lãnh đạo của Bernard Arnault

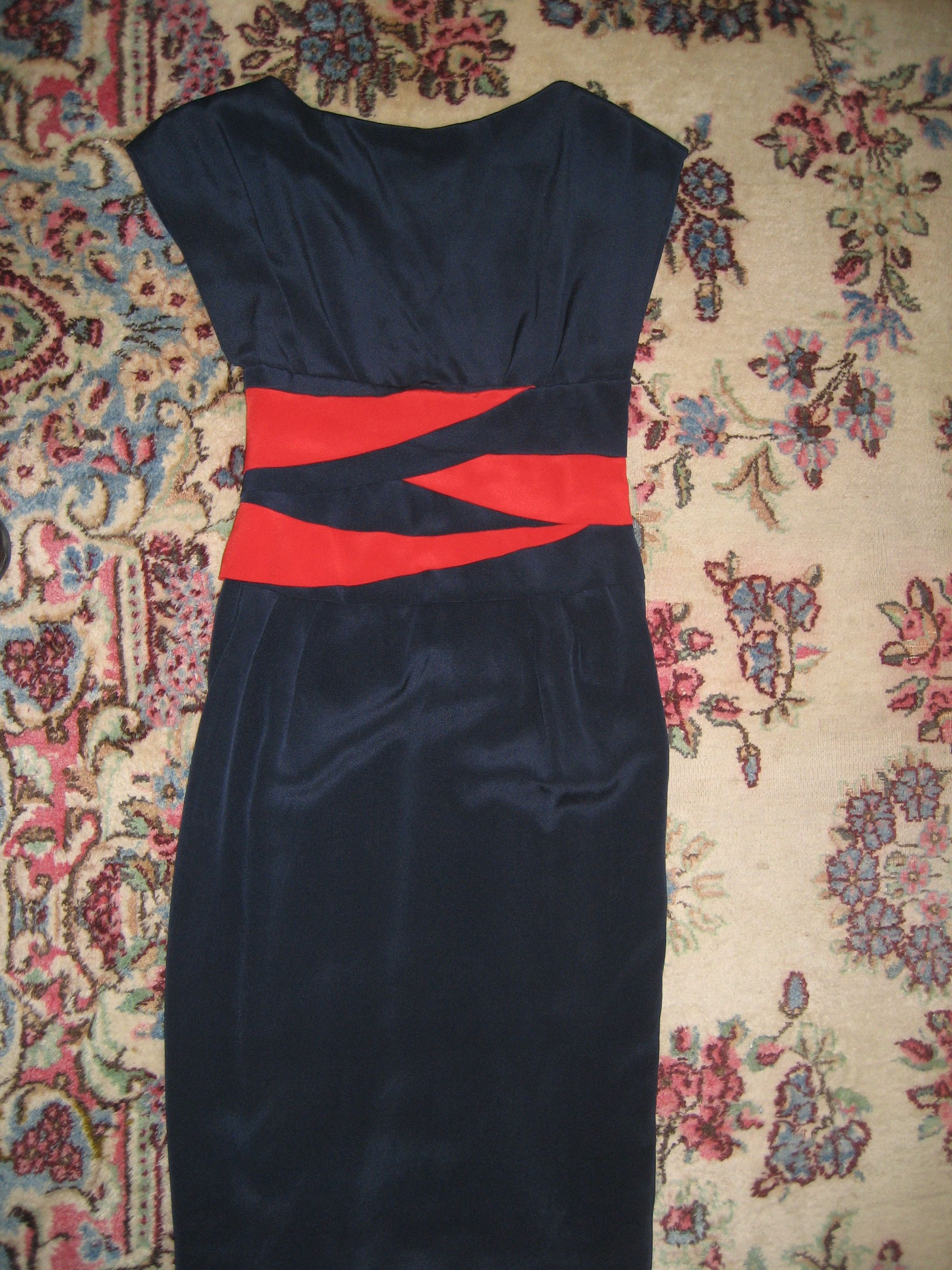
Mẫu váy đơn giản Dior Haute Couture thiết kế bởi Marc Bohan, từ bộ sưu tập Mùa xuân 1983

Vào năm 1980, Dior giới thiệu mùi hương nam "Jules". Sau khi Tập đoàn Willot phá sản vào năm 1981, Bernard Arnault và nhóm đầu tư của ông mua lại công ty với giá "một franc tượng trưng" vào tháng 12 năm 1984. Năm 1985, Dior tung ra nước hoa nữ "Poison". Arnault trở thành Chủ tịch và Tổng giám đốc của Dior vào cùng năm. Arnault tập trung vào cửa hàng Bon Marché và thương hiệu Christian Dior Couture. Dưới sự chỉ đạo của Arnault, hoạt động của Dior thay đổi tích cực. Công ty được đổi tên thành Christian Dior S.A. của tập đoàn Dior Couture. Năm 1988, công ty mua 32% cổ phần của LVMH thông qua công ty con Jacques Rober, tạo thành tập đoàn hàng xa xỉ hàng đầu thế giới. Tên công ty thay đổi thành Christian Dior S.A. và Gianfranco Ferré trở thành người thiết kế chính vào năm 1989. Các bộ sưu tập dưới sự dẫn dắt của Ferré đạt được nhiều thành công. Năm 1990, Dior mở rộng cửa hàng ra các khu mua sắm cao cấp ở nhiều thành phố. Năm 1991, công ty được niêm yết trên thị trường chứng khoán. Vào năm 1998, cửa hàng Dior khác mở cửa tại Paris và Victoire de Castellane trở thành người thiết kế chính của Dior Fine Jewellery. Năm 1999, nước hoa "J'adore" ra mắt và Galliano trình diễn bộ sưu tập Xuân-Hè 2000. Năm 2000, Galliano tiếp quản lãnh đạo thời trang và quảng cáo của Dior.
Trong giai đoạn cuối những năm 1990, đặc biệt là Gucci, đã áp dụng phong cách "porn chic" để thu hút chú ý, các chiến dịch quảng cáo của Dior có tác động mạnh đến mức "porn chic" trở thành xu hướng trong các quảng cáo thời trang. Galliano đã thúc đẩy sự gia tăng của chiến dịch quảng cáo "porn chic", đạt đỉnh với quảng cáo động vật của Ungaro, do Mario Sorrenti chụp, và quảng cáo của Gucci, có người mẫu mang lông mu hình logo Gucci. Thực tế là có nhiều quan điểm cho rằng Galliano đã thay đổi Dior nhiều hơn qua các chiến dịch quảng cáo hơn là qua thiết kế của mình. Ngày 17 tháng 7 năm 2000, Patrick Lavoix, người thiết kế chính của Dior Homme, được thay thế bằng Hedi Slimane. Các sản phẩm Dior đáng chú ý trong năm này bao gồm đồng hồ "Malice" với dây đeo từ mắt xích "CD", và "Riva". Hedi rời Dior Homme năm 2007 và được thay thế bởi Kris Van Assche.

### Thế kỷ 21
Năm 2001, cửa hàng Dior Homme trên đại lộ 30 Avenue Montaigne mở cửa trở lại với một "ý tưởng hiện đại về nam tính" mới do nhà thiết kế Hedi Slimane tạo ra. Slimane áp dụng ý tưởng này trong việc tạo ra bộ sưu tập đồng hồ Dior Homme đầu tiên. Ngay lập tức, Dior Homme thu hút được khách hàng nam nổi tiếng như Brad Pitt và Mick Jagger. Sau đó, vào năm 2001, John Galliano bắt đầu giới thiệu dòng đồng hồ Dior riêng của mình, bắt đầu với dòng "Chris 47 Aluminum", đánh dấu một giai đoạn mới trong thiết kế đồng hồ Dior. Tiếp theo, các dòng đồng hồ "Malice" và "Riva" được thiết kế lại với đá quý để tạo ra bộ sưu tập phụ "Malice Sparkling" và "Riva Sparkling". Lấy cảm hứng từ bộ sưu tập Xuân-Hè 2002, Dior tung ra đồng hồ "Dior 66", phá vỡ nhiều kỳ vọng truyền thống về thiết kế nữ tính.
Năm 2001, nước hoa nam "Higher" được ra mắt, theo sau là nước hoa "Addict" vào năm 2002. Sau đó, công ty mở cửa cửa hàng Dior Homme đầu tiên tại Milano vào ngày 20 tháng 2 năm 2002. Đến năm 2002, đã có 130 cửa hàng hoạt động trên toàn cầu. Vào ngày 3 tháng 6 năm 2002, Slimane nhận giải "Nhà thiết kế Quốc tế của Năm" từ CFDA. Cho đến năm 2002, Kanebo nắm giữ quyền sản xuất sẵn sàng mặc sẵn Christian Dior tại Nhật Bản và khi hết hạn, Christian Dior có thể bán trực tiếp sẵn sàng mặc sẵn và phụ kiện tại cửa hàng của mình. Năm 2003, mẫu đồng hồ "Chris 47 Steel" ra mắt như một phiên bản chị em của "Chris 47 Aluminum" ban đầu. Bernard Arnault, Hélène Mercier-Arnault, và Sidney Toledano chứng kiến khai trương cửa hàng chính Dior ở quận Omotesandō ở Tokyo vào ngày 7 tháng 12 năm 2003. Cửa hàng chính Dior thứ hai khai trương tại khu mua sắm xa hoa Ginza ở Tokyo vào năm 2004. Cùng năm đó, một cửa hàng Dior Homme độc quyền khác cũng được khai trương ở Paris trên đường Rue Royale, trưng bày toàn bộ bộ sưu tập Dior Homme. Một cửa hàng Trang sức Dior Fine Jewelry thứ hai ở Paris được mở tại 8 Place Vendôme. Một cửa hàng Christian Dior cũng được khai trương ở Moscow sau khi công ty tiếp quản hoạt động được cấp phép của đại diện Moscow.
Nhà thiết kế Trang sức Dior Fine Jewelry Victoire de Castellane ra mắt mẫu đồng hồ riêng mang tên "Le D de Dior" (tiếng Pháp: "The D of Dior"), đánh dấu sự tham gia của đồng hồ Dior vào bộ sưu tập Trang sức Fine Jewelry. Mẫu đồng hồ này thiết kế cho phụ nữ nhưng sử dụng nhiều yếu tố thiết kế thường được coi là nam tính. Sau đó, Slimane ra mắt đồng hồ dành cho bộ sưu tập Dior Homme mang tên "Chiffre Rouge". Mẫu đồng hồ đặc biệt này mang phong cách đặc trưng của Dior Homme: "Thiết kế và công nghệ đồng hồ hoàn hảo phù hợp lẫn nhau, tạo ra sự thể hiện hoàn hảo về sự xuất sắc nghệ thuật của Dior Homme và nâng cao tính hợp pháp của đồng hồ Dior." Sau đó, De Castellane ra mắt dòng đồng hồ thứ hai mang tên "La Baby de Dior". Thiết kế của dòng này hướng đến vẻ nữ tính với diện mạo "như trang sức".

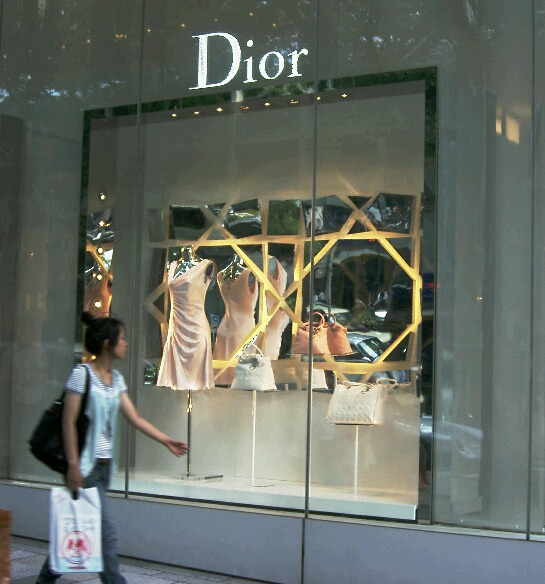
Dior Omotesandō, 2007

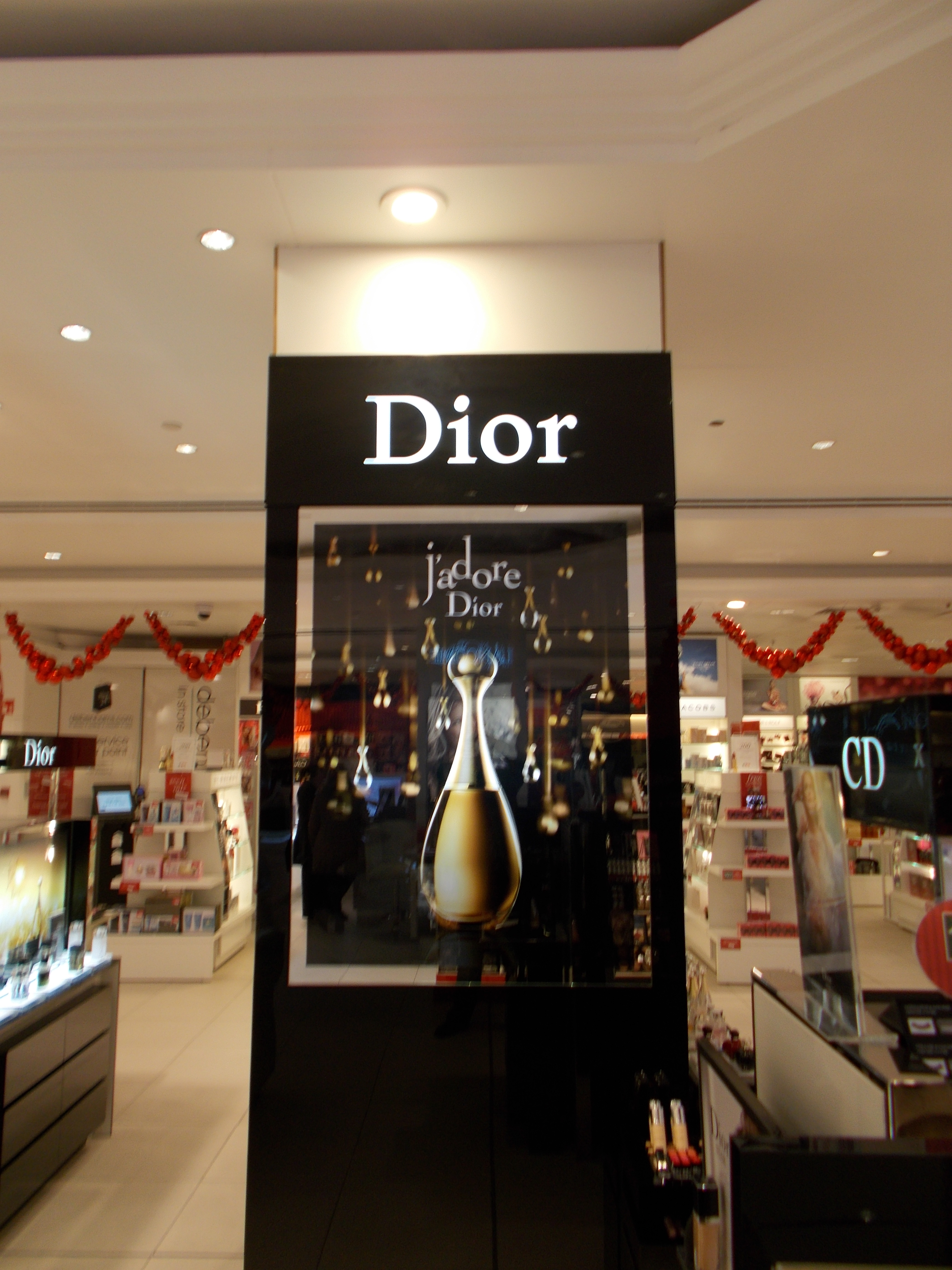
Biển Dior trong cửa hàng Debenhams ở Sutton, London, Anh

Năm 2005, nước hoa "Miss Dior Chérie" và "Dior Homme" ra mắt. Galliano giới thiệu dòng đồng hồ "Dior Christal" với việc kết hợp thép và sapphire xanh để tạo ra một "bộ sưu tập sáng tạo và đổi mới." Christian Dior S.A. kỷ niệm 13 năm thành lập Dior Watches vào năm 2005, và vào tháng 4 cùng năm, bộ sưu tập "Chiffre Rouge" của họ được công nhận tại Triển lãm Đồng hồ và Trang sức Thế giới ở Basel, Thụy Sĩ. Trong năm đó, nhà mốt cũng tổ chức kỷ niệm 100 năm ngày sinh nhật của nhà thiết kế Christian Dior. Triển lãm "Christian Dior: Người đàn ông của Thế kỷ" đã diễn ra tại Bảo tàng Dior ở Granville, Normandy.
Năm 2006, gian hàng đồng hồ Dior dành riêng cho họa tiết Canework. Mẫu họa tiết này do nhà thiết kế Christian Dior tạo ra và dựa trên những chiếc ghế Napoleon III sử dụng trong các buổi trình diễn thời trang của ông.
Năm 2007, Kris Van Assche được bổ nhiệm làm giám đốc nghệ thuật mới của Dior Homme. Van Assche trình diễn bộ sưu tập đầu tiên vào cuối năm. Kỷ niệm 60 năm thành lập Maison Dior cũng được chính thức tổ chức trong năm đó.
Vào tháng 2 năm 2011, Nhà Dior bị cuốn vào vụ bê bối khi John Galliano bị cáo buộc đã phát ngôn phân biệt chủng tộc và nhắm vào người Do Thái. Vụ việc này đã trở thành "cơn ác mộng về quan hệ công chúng." Galliano sau đó bị sa thải vào tháng 3. Buổi trình diễn dự kiến cho bộ sưu tập ready-to-wear Mùa Thu - Đông 2011/2012 của ông đã tiến hành mà không có sự tham gia của ông vào ngày 4 tháng 3, trong bối cảnh náo động. Trước khi buổi trình diễn bắt đầu, giám đốc điều hành Sidney Toledano đã có một bài phát biểu cảm động về các giá trị của Christian Dior và nhắc đến sự liên quan gia đình đến Holocaust. Buổi trình diễn kết thúc với đội ngũ của atelier ra mắt để nhận sự hoan nghênh mặc dù không có giám đốc nghệ thuật tham gia. (Buổi trình diễn thời trang haute-couture Mùa Xuân - Hè 2011 trong tháng 1 trước đó đã là lần xuất hiện cuối cùng của Galliano trên sàn diễn của Dior.) Trong thời gian 13 tháng mà không có giám đốc nghệ thuật, Dior đã trải qua những thay đổi nhỏ về thiết kế khi sự ảnh hưởng của Galliano mang tính kịch tính và lòe loẹt dần phai nhạt. Trang web mới toanh của hãng, dior.com, đã được ra mắt vào cuối năm 2011.
Vào ngày 11 tháng 4 năm 2012, nhà thiết kế người Bỉ Raf Simons đã được công bố là giám đốc nghệ thuật mới của Christian Dior. Simons nổi tiếng với phong cách thiết kế tối giản, tạo ra sự đối lập với những thiết kế đầy ấn tượng trước đây của Dior dưới thời Galliano. Hơn nữa, Simons được xem như một "ứng viên bất ngờ" so với những nhà thiết kế khác được xem xét. Để làm nổi bật sự lựa chọn đúng đắn của Simons, công ty đã so sánh giữa Simons và nhà thiết kế ban đầu Christian Dior. Theo thông tin, Bernard Arnault và các nhà quản lý tại Dior và LVMH khao khát đưa Dior ra khỏi thời kỳ Galliano. Simons đã dành nhiều thời gian trong kho lưu trữ của Dior và tiếp xúc với thế giới thời trang haute-couture (mặc dù ông trước đây không có kinh nghiệm trong lĩnh vực này). Kế hoạch của Simons là giới thiệu thiết kế của mình vào tháng 7. Trong khi đó, bộ sưu tập haute-couture Mùa Xuân - Hè 2012 của Gaytten đã được trình diễn là buổi trình diễn haute-couture đầu tiên của Dior tại Trung Quốc vào ngày 14 tháng 4 tại Thượng Hải; điều này thể hiện sự tận tụy của công ty với thị trường Trung Quốc.

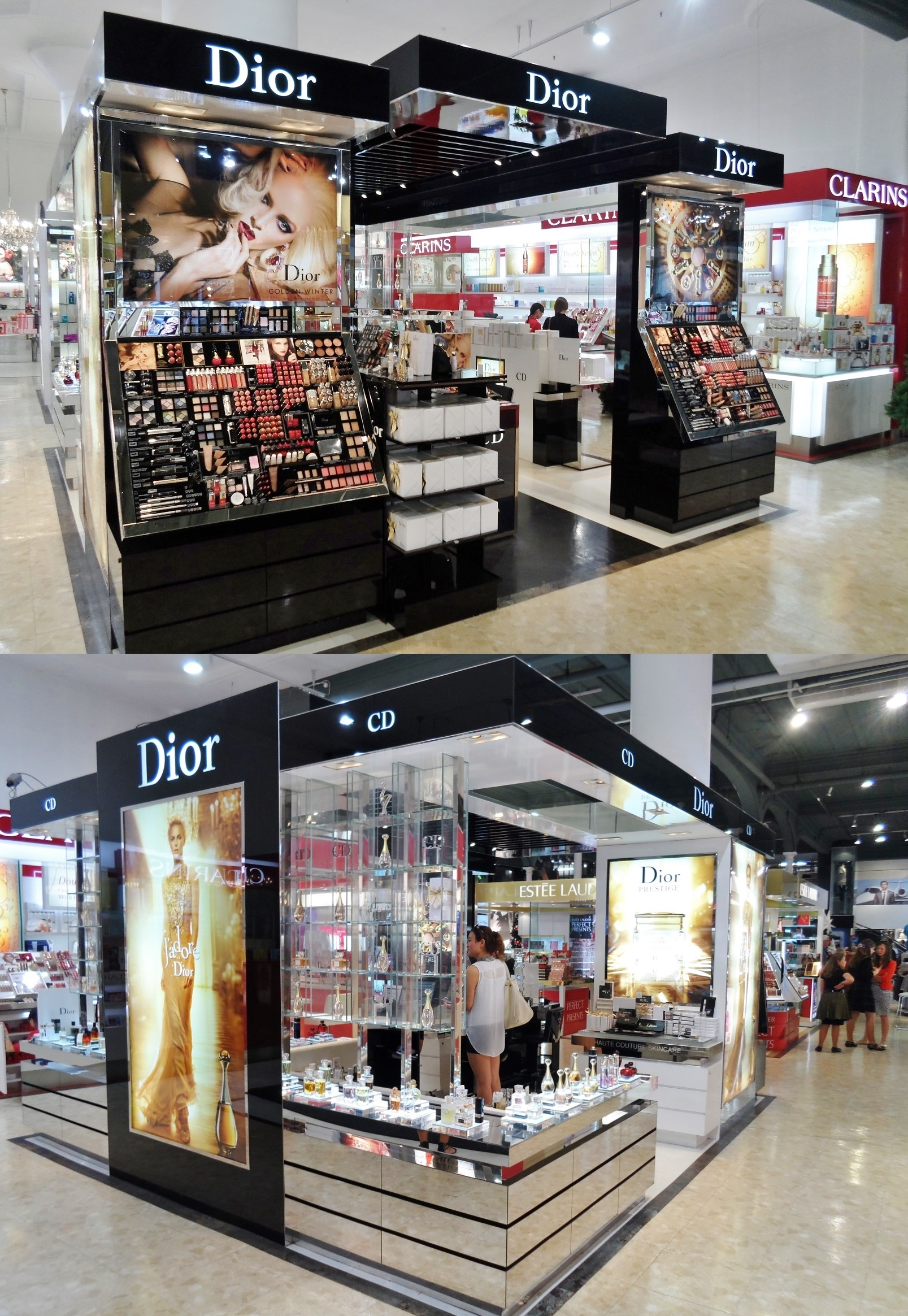
Quầy mỹ phẩm tại cửa hàng Smith & Caughey's ở Auckland, New Zealand

Buổi trình diễn này là lần cuối cùng Gaytten trình diễn cho Dior, và ông tiếp tục giữ vị trí nhà thiết kế trưởng cho nhãn hàng John Galliano.
Vào ngày 3 tháng 5, bộ phim quảng cáo có tựa đề Dior: Secret Garden - Versailles đã được ra mắt. Bộ phim này đã gây sự chú ý rộng rãi trong ngành công nghiệp và mạng xã hội, vì nó mang đến một cái nhìn về Dior trong quá trình chuyển giao. Vào ngày 2 tháng 7, Simons đã trình diễn bộ sưu tập đầu tiên của ông cho công ty, đó là bộ sưu tập cao cấp Thu - Đông 2012. Bộ sưu tập này đã được công ty đặt tên là "thời trang cao cấp mới" và ám chỉ đến sự khởi đầu mới của Dior thông qua công việc của Simons, một cách tượng trưng cho việc "xóa sạch bảng [thời trang cao cấp] và bắt đầu lại từ đầu." Trong bộ sưu tập của nhà thiết kế, có nhiều chi tiết thể hiện tới ông Dior hơn là thể hiện tới tên tuổi Dior, với những mảng thiết kế kêu gọi lại những chủ đề mà thiết kế Dior sau Thế chiến II đã giới thiệu vào ngành thời trang. Mặc dù Simons hiếm khi tham gia phỏng vấn, ông đã thực hiện một cuộc phỏng vấn được công ty đăng tải trên trang web Dior Mag của họ. Trong khi trình diễn thời trang dưới sự chỉ đạo của Galliano trước đó thường được tổ chức tại Musée Rodin, buổi trình diễn của Simons đã diễn ra tại một ngôi nhà riêng tư gần Arc de Triomphe, với địa chỉ chỉ được tiết lộ đến những khách hàng hàng đầu, người nổi tiếng, nhà báo và nhân viên được mời độc quyền trong một sự kiện kín đáo. Trong buổi trình diễn, đã có sự hiện diện của nhiều nhân vật nổi tiếng như các nhà thiết kế Azzedine Alaïa, Pierre Cardin, Alber Elbaz, Diane von Fürstenberg, Marc Jacobs, Christopher Kane, Olivier Theyskens, Riccardo Tisci, Donatella Versace; cùng với Công chúa Charlene của Monaco, các nữ diễn viên Marion Cotillard, Mélanie Laurent, Jennifer Lawrence, Sharon Stone; nhà sản xuất phim Harvey Weinstein; và Chủ tịch Dior Arnault cùng con gái ông. Buổi trình diễn cũng được phát trực tiếp trên trang web DiorMag và sử dụng Twitter để giao tiếp thời gian thực. Đến thời điểm đó, công ty đã mua cơ sở thêu Paris Maison Vermont vào đầu năm 2012.
Vào tháng 3 năm 2015, thông báo đã được công bố rằng Rihanna, ca sĩ, nữ diễn viên và doanh nhân người Barbados, đã được chọn làm người phát ngôn chính thức cho Dior. Điều này đã khiến cô trở thành người phụ nữ da màu đầu tiên giữ vị trí này tại Dior. Năm 2015, người mẫu người Israel Sofia Mechetner cũng đã được lựa chọn làm gương mặt mới cho Dior.
Năm 2016, Maria Grazia Chiuri đã được chọn làm Giám đốc nghệ thuật phụ nữ của Dior.
Vào tháng 4 năm 2016, cửa hàng chính thức của Dior tại San Francisco đã khai trương với một buổi tiệc do Jaime King tổ chức.
Năm 2017, Dior đã thực hiện việc cải tổ và mở rộ cửa hàng tại Madrid. Thương hiệu đã tổ chức một buổi tiệc mặt nạ để kỷ niệm khai trương cửa hàng mới, với sự tham gia của nhiều người nổi tiếng Tây Ban Nha như Alejandro Gómez Palomo.
Vào tháng 3 năm 2018, Kim Jones đã được chọn làm Giám đốc nghệ thuật thời trang nam của thương hiệu. Dưới sự quản lý của anh, Dior đã thực hiện nhiều hợp tác thời trang đường phố đáng chú ý. Buổi trình diễn đầu tiên của Jones cho Dior đã có sự tham gia của nghệ sĩ và nhà thiết kế người Mỹ Brian Donnelly, hay còn được biết đến với tên KAWS. Sau đó, đã diễn ra nhiều hợp tác khác với Raymond Pettibon, 1017 ALYX 9SM, Yoon Ahn, Hajime Sorayama, Daniel Arsham, Sacai và gần đây nhất là với Shawn Stussy, người sáng tạo thương hiệu thời trang đường phố huyền thoại Stüssy.
Vào tháng 10 năm 2019, Dior đã xin lỗi Trung Quốc vì việc sử dụng bản đồ Trung Quốc mà bỏ qua Đài Loan.
Vào ngày 11 tháng 3 năm 2022, 30 Avenue Montaigne đã mở cửa trở lại sau hai năm đóng cửa để tiến hành công trình tu sửa quy mô lớn do kiến trúc sư Peter Marino dẫn dắt. Đây chính là nơi mà Christian Dior đã giới thiệu bộ sưu tập đầu tiên của mình.
Vào tháng 1 năm 2023, thông báo cho biết Delphine Arnault sẽ đảm nhận vai trò Chủ tịch và CEO của Dior, bắt đầu từ tháng 2.

### Đại sứ nổi tiếng
Dior đã hợp tác với người nổi tiếng và những người ảnh hưởng trên mạng xã hội để tiếp cận đa dạng hơn và tạo lại hình ảnh mới cho mình, mặc dù đã tồn tại từ lâu. Thương hiệu đã làm việc và hợp tác với những biểu tượng thời trang đương đại như Jennifer Lawrence và Lupita Nyong'o, có thể thu hút thế hệ millennial. Dior đã khéo léo tích hợp mạng xã hội vào chiến lược truyền thông tiếp thị, chia sẻ hình ảnh và video từ chiến dịch trên cả trang chính thức của Dior và trang cá nhân của những đại sứ nổi tiếng.
Một ví dụ về thành công là chiến dịch Secret Garden với Rihanna. Trong chiến dịch này, Rihanna nhảy múa với bản nhạc từ album của cô (Only If For a Night) qua hành lang gương. Kết hợp với bài hát của Rihanna, công ty đã tạo liên kết với thương hiệu của cô, điều này có lợi khi cô là người nổi tiếng có khả năng tiếp cận thị trường tốt nhất vào năm 2016. Mặc dù không phải đối tượng mục tiêu của Dior, hợp tác với Rihanna giúp công ty tiếp cận nhiều phân khúc thị trường hơn, bởi lượng người theo dõi mạng xã hội của Rihanna gấp bốn lần lượng người theo dõi của thương hiệu thời trang.
Dưới đây là một số đại sứ nổi tiếng đã trở thành gương mặt của các chiến dịch của Dior:
- Isabelle Adjani: Nước hoa Poison (1985–1990s)[56]
- Carla Bruni: Túi xách Lady Dior (1996)[57]
- Milla Jovovich: Nước hoa Hypnotic Poison (1999–2000)[58]
- Charlize Theron: Nước hoa J'Adore Dior (2004–nay)
- Sharon Stone: Dòng sản phẩm chăm sóc da Capture (2005–nay)[59]
- Monica Bellucci: Mỹ phẩm Dior (2006–2010),[60][61] Túi xách Lady Dior (2006–2007), nước hoa Hypnotic Poison (2009–2010)[62]
- Eva Green: Nước hoa Midnight Poison (2007–2008)[63]
- Marion Cotillard: Túi xách Lady Dior (2008–2017),[64][65] Túi xách Miss Dior (2011)[66]
- Jude Law: Nước hoa Dior Homme (2008–2012)[67]
- Natalie Portman: Nước hoa Miss Dior, mỹ phẩm Dior (2010–nay)[68][69]
- Mélanie Laurent: Nước hoa Hypnotic Poison (2011–nay)[70]
- Mila Kunis: Túi xách Miss Dior (2012)[71]
- Jennifer Lawrence: Túi xách Miss Dior (2012–nay),[72] Nước hoa Joy by Dior (2018–nay)[73]
- Robert Pattinson: Nước hoa Dior Homme (2013–nay)[74]
- Rihanna: Túi xách Diorama, nước hoa J'adore Dior, kính râm Dior (2015–nay)[75][76]
- Johnny Depp: Nước hoa Dior Sauvage (2015–nay)[77][78]
- Angelababy: Bộ sưu tập DiorAmour (2017–nay)[79]
- Cara Delevingne: Son Dior Addict Stellar Shine. LÀM DIOR. LÀM HỒNG. (2019)[80][81]
- Kim Jisoo: Đại sứ thời trang toàn cầu của Dior (2020–nay); Đại sứ thời trang và mỹ phẩm toàn cầu của Dior (2021–nay)[82]
- Yara Shahidi: Đại sứ thương hiệu toàn cầu của Dior (2021–nay); Gương mặt của Dior cho thời trang và mỹ phẩm (2021–nay)[83][84][85]
- Oh Se-hun: Gương mặt của Dior cho thời trang (2021–nay)[86][87] [cần nguồn tốt hơn]
- Kylian Mbappé: Đại sứ thương hiệu của bộ sưu tập nam bao gồm nước hoa Sauvage[88]
- Cha Eun-woo: Đại sứ toàn cầu Dior Beauty cho Serum mới Capture Totale (2023–nay)[89][90]
- Park Jimin: Đại sứ toàn cầu Dior (2023–nay)[91]
- Haerin: Đại sứ thương hiệu về trang sức, thời trang và mỹ phẩm (2023–nay)[92][93]
- Lee Junho: Đại sứ thương hiệu Dior Beauty (2023–nay)[94]
- Địch Lệ Nhiệt Ba: Đại sứ toàn cầu Makeup và Nước hoa; Đại sứ toàn cầu thời trang của Dior (2023-nay)

## Sở hữu và cổ phần
Vào cuối năm 2010, cổ đông lớn duy nhất được công bố của Christian Dior S.A. là Groupe Arnault SAS, công ty tập đoàn nắm giữ gia đình của Bernard Arnault. Sự kiểm soát của tập đoàn này đạt 69.96% cổ phần của Dior và 82.86% quyền biểu quyết. Phần còn lại của cổ phần được coi là tự do lưu hành.
Christian Dior S.A. nắm giữ 42.36% cổ phần của LVMH và 59.01% quyền biểu quyết vào cuối năm 2010. Arnault còn nắm giữ thêm 5.28% cổ phần và 4.65% quyền biểu quyết trực tiếp.